# Emil Kapaun
Emil Joseph Kapaun (Pilsen, Kansas, 20 de abril de 1916-Pyoktong, 23 de mayo de 1951) fue un sacerdote católico y militar estadounidense. Fue capitán y capellán del ejército de los Estados Unidos durante la Segunda Guerra Mundial y la guerra de Corea.
En 1993, el Papa Juan Pablo II lo declaró Siervo de Dios, primera etapa en el camino hacia la canonización.
En 2013, Kapaun recibió póstumamente la Medalla de Honor por sus acciones en Corea. Es el noveno capellán militar estadounidense en recibir la Medalla de Honor.
La Agencia de Contabilidad de Prisioneros de Guerra y Desaparecidos en Combate (DPAA) anunció que el cuerpo de Kapaun fue contabilizado el 2 de marzo de 2021.
En 2025, el Papa Francisco lo declaró Venerable, la siguiente etapa en el camino hacia la canonización.

## Primeros años
Kapaun era hijo de Enos Kapaun y Elizabeth Hajek, inmigrantes checos. Se graduó de la escuela secundaria de Pilsen en mayo de 1930. Se recibió del seminario universitario de la Abadía de Concepción en Conception, Missouri, en junio de 1936 y del Seminario Teológico Kenrick en St. Louis en 1940.

## Sacerdocio
El 9 de junio de 1940, Kapaun fue ordenado sacerdote para la diócesis de Wichita por el obispo Christian Herman Winkelmann en lo que ahora es la Universidad Newman en Wichita, Kansas. Celebró su primera Misa en la iglesia St. John Nepomucene en Pilsen. En enero de 1943, Kapaun fue nombrado capellán auxiliar en el aeródromo militar de Herington, Kansas.

## Ejército de los Estados Unidos
Kapaun ingresó a la Escuela de Capellanes del Ejército de los Estados Unidos en Fort Devens, Massachusetts, en agosto de 1944, y después de graduarse en octubre comenzó su capellanía militar en Camp Wheeler, Georgia. Él y otro capellán atendieron a aproximadamente 19 000 hombres y mujeres militares. Fue enviado a la India y sirvió en el Teatro de Birmania desde abril de 1945 hasta mayo de 1946. Atendió a soldados estadounidenses y misioneros locales, a veces recorriendo casi 3200 km al mes en jeep o avión. Fue ascendido a capitán en enero de 1946, y liberado del servicio activo en julio del mismo año.
Bajo la Ley GI, obtuvo una Maestría en Artes en Educación en la Universidad Católica de América en febrero de 1948. En septiembre de 1948, regresó al servicio activo en el ejército, y reanudó su capellanía en Fort Bliss, cerca de El Paso, Texas. En diciembre de 1949, Kapaun viajó con destino a Japón.

### Ocupación de Japón
En enero de 1950, Kapaun se convirtió en capellán del 8.º Regimiento de Caballería, 1.ª División de Caballería, y a menudo realizaba simulacros de batalla cerca del Monte Fuji. El 15 de julio de 1950, la 1.ª División de Caballería y Kapaun se embarcaron y partieron de la Bahía de Tokio navegando hacia Corea, menos de un mes después de que Corea del Norte hubiera invadido Corea del Sur.

### Guerra de Corea
El 18 de julio de 1950, la 1.ª División de Caballería realizó el primer desembarco anfibio en la guerra de Corea. La División pronto fue movilizada para ayudar a frenar el avance del Ejército Popular de Corea (KPA) hasta que pudieran llegar más refuerzos. La división participó en varias escaramuzas con el KPA, pero tuvo que retirarse en cada una de ellas. Kapaun y su asistente se enteraron de que un soldado herido había quedado atrapado por el fuego de las ametralladoras y las armas pequeñas del enemigo durante una de estas retiradas. Sabiendo que no había camilleros disponibles, los dos desafiaron el fuego enemigo y salvaron la vida del hombre, por lo que Kapaun recibió la Medalla de la Estrella de Bronce con una “V” al valor.
El KPA hizo retroceder a las fuerzas estadounidenses hasta un perímetro alrededor de la ciudad portuaria de Pusan. Kapaun continuó haciendo rondas para animar y orar con las tropas del 8.º Regimiento. Su principal queja era la falta de sueño durante varias semanas seguidas. Finalmente, a mediados de septiembre y después del desembarco en Inchon, Kapaun y el resto de las fuerzas del Comando de las Naciones Unidas salieron del perímetro y persiguieron al KPA hacia el norte. El 9 de octubre, la división cruzó el paralelo 38 hacia Corea del Norte, capturando la capital de Pyongyang y avanzando hasta 50 millas (80 km) de la frontera china.
Durante los meses de combate, Kapaun se ganó la reputación de servir valientemente a las tropas, rescatar a los heridos y muertos y atender a los vivos realizando bautismos, escuchando confesiones, ofreciendo la Sagrada Comunión y celebrando la Santa Misa en un altar improvisado instalado en la parte delantera de un Jeep. Varias veces su Jeep y su remolque con el equipo de Misa fueron destruidos por el fuego enemigo. En las cartas que envió a casa, compartió que estaba completamente convencido de que las oraciones de los demás lo ayudaron a sobrevivir.

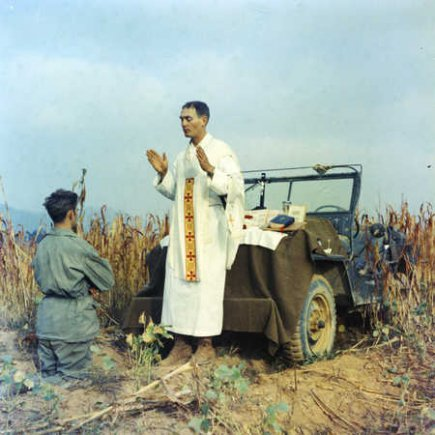
El Padre Emil Kapaun celebrando la Santa Misa, 7 de octubre de 1950.

#### Prisionero de guerra
Las fuerzas de las Naciones Unidas avanzaron hacia el norte, pero se encontraron con una intervención sorpresa del Ejército Popular de Voluntarios chino (PVA). El primer enfrentamiento con este nuevo enemigo tuvo lugar en la batalla de Unsan, el 1 y 2 de noviembre de 1950. Casi 20.000 soldados del PVA atacaron el 8.º Regimiento de Caballería de Kapaun. A pesar de las súplicas para que escapara, se quedó atrás con los 800 hombres del 3.er Batallón mientras el resto del regimiento se retiraba. Durante la batalla, desafió el fuego enemigo y rescató a casi 40 hombres, por lo que más tarde recibió la Medalla de Honor. El 5.º Regimiento de Caballería de los Estados Unidos intentó varias veces rescatar al asediado 3.er Batallón, pero no tuvo éxito. Kapaun y otros miembros del 3.er Batallón fueron hechos prisioneros y marcharon 87 millas (140 km) hasta un campo de prisioneros temporal en Sombakol, cerca del campo de prisioneros 5 en Pyoktong, Corea del Norte, donde fueron retenidos más tarde. Kapaun pudo persuadir a algunos prisioneros, que habían ignorado las órdenes de los oficiales, para que llevaran a los heridos.
En el campo de prisioneros, a veces morían hasta dos docenas de hombres al día por desnutrición, enfermedades, piojos y frío extremo. Kapaun se negó a ceder a la desesperación. Cavó letrinas, medió en disputas, regaló su comida y levantó la moral. Entre sus compañeros de prisión se destacaba por conseguir comida para que los hombres comieran. También se opuso al adoctrinamiento comunista, contrabandeó medicamentos contra la disentería al médico, Sidney Esensten, y dirigió a los hombres en la oración.

### Muerte y sepultura
Kapaun desarrolló un coágulo de sangre en una de sus piernas, además de tener disentería y neumonía. Debilitado a medida que pasaban los meses, logró dirigir un servicio del amanecer de Pascua el domingo 25 de marzo de 1951.
Estaba tan débil que los guardias de la prisión lo llevaron a un lugar en el campo de Pyoktong que llamaban el “hospital”, donde murió de desnutrición y neumonía el 23 de mayo de 1951. Originalmente, se informó que el padre Kapaun había sido enterrado en una fosa común cerca del río Yalu. Sin embargo, en 2005, uno de los compañeros de Kapaun en la prisión, William Hansen, dijo que él y otros prisioneros habían enterrado a Kapaun por separado en una sola tumba en un terreno más alto, marcando el lugar de la tumba con piedras.
Fue uno de los doce capellanes que murieron en Corea. Cuatro capellanes del ejército estadounidense fueron hechos prisioneros en 1950, y todos murieron en cautiverio.
Como parte del Acuerdo de Armisticio de Corea de 1953, los restos de Kapaun se encontraban entre los 1868 que fueron devueltos a la custodia de los Estados Unidos en la Operación Gloria, aunque no pudieron ser identificados. Sus restos fueron enterrados en el Cementerio Nacional Memorial del Pacífico (NMCP) en Honolulu, Hawái, alrededor de 1956. Sus restos fueron desenterrados e identificados como parte del Proyecto de Desenterramiento de la guerra de Corea de la Agencia de Contabilidad de Prisioneros de Guerra/Desaparecidos en Combate de Defensa, un plan de siete fases que comenzó en 2018, para desenterrar a todos los desconocidos de la guerra de Corea restantes del NMCP.
El 4 de marzo de 2021, el senador estadounidense Jerry Moran y la Diócesis de Wichita confirmaron que se habían identificado los restos de Emil Kapaun.
El 29 de septiembre de 2021, se celebró una Misa de entierro en el estado natal de Kapaun, Kansas, en el Hartman Arena en Park City, cerca de Wichita. Posteriormente, un ataúd tirado por caballos llevó sus restos a la Catedral de la Inmaculada Concepción en Wichita, donde fue sepultado con todos los honores militares dentro de la Iglesia.

## Causa de beatificación y canonización
Se han recopilado numerosos informes de muchos soldados estadounidenses repatriados que relatan la terrible experiencia de Kapaun como prisionero de guerra. Se lo recuerda sobre todo por su gran humildad, valentía, constancia, amor, bondad y solicitud por sus compañeros de prisión. «Era su héroe...un admirado y amado ‘Padre’. Mantenía alta la moral de los prisioneros de guerra y, sobre todo, ayudó a muchos hombres a convertirse en buenos católicos».
Los informes recibidos indicaban que los pies de Kapaun estaban muy congelados, pero él seguía atendiendo a los enfermos y heridos. Salía continuamente, bajo intensos bombardeos de mortero, para rescatar a soldados heridos y moribundos, arriesgándose a ser capturado o a morir.
Se han dado muchos relatos sobre las muchas comodidades que proporcionó a sus compañeros del 8.º Regimiento de Caballería durante su encarcelamiento, tanto espirituales como físicas. Les proporcionó interminables horas de oración y todo el alimento que pudo encontrar para evitar que murieran de hambre.
Arthur Tonne relata detalladamente la vida de Kapaun en su libro Chaplain Kapaun: Patriot Priest of the Korean Conflict:

En un sentido muy concreto, todos somos beneficiarios de la vida del padre Kapaun. Nos ha dejado un ejemplo conmovedor de devoción al deber. Nos ha transmitido un espíritu de tolerancia y comprensión. Nos ha dado una cuota de valentía intrépida, de cuerpo y alma. Nos ha transmitido a cada uno de nosotros una nueva apreciación de los Estados Unidos y una comprensión más aguda y realista del mayor enemigo de nuestro país: la impiedad, que ahora acecha al mundo en forma de comunismo. Nos ha legado una imagen de vida cristiana. Lo que el padre Kapaun nos legó no puede contenerse en monumentos conmemorativos, por costosos o hermosos que sean. Es un tesoro para el alma humana, el espíritu de alguien que amó y sirvió a Dios y al hombre, incluso hasta la muerte.

En 1993, Kapaun fue nombrado Siervo de Dios por el Papa Juan Pablo II, el primer paso hacia una posible canonización.
El 9 de noviembre de 2015, el obispo de Wichita, Carl A. Kemme, presentó la positio, un informe de 1066 páginas sobre su vida, ministerio, virtudes, santidad y otros aspectos, que debió ser compilado por la diócesis patrocinadora, aprobado por el obispo y enviado al cardenal prefecto de la Congregación para las Causas de los Santos (CCS), el cardenal Angelo Amato, para su revisión. Si la CCS y el Santo Padre aprobaban este informe, se le daría el título de Venerable. Si el Papa luego concede una declaración de martirio o aprueba un milagro atribuido póstumamente a Kapaun, puede ser beatificado.
Un equipo de seis historiadores se reunió el 21 de junio de 2016 y expresó la aprobación de la causa.
En enero de 2022, el padre John Hotze, investigador principal de la causa de canonización de Kapaun, anunció que el Vaticano estaba considerando la posibilidad de declarar a Kapaun mártir de la fe católica, lo que, de concederse, aceleraría el proceso de canonización.
En febrero de 2025, Kapaun fue declarado Venerable por el Papa Francisco.

### Posibles milagros

#### 2006
En 2006, Avery Gerleman, que padecía un trastorno autoinmunitario, entró en coma durante 87 días después de que varios órganos resultaran dañados. Sus padres y otras personas oraron por la intercesión de Kapaun y ella se recuperó. Las exploraciones posteriores de sus pulmones y riñones dañados no mostraron signos de cicatrización, no encontrando explicaciones médicas y científicas para tal suceso.

#### 2008
En 2008, Chase Kear, de 20 años, sobrevivió a una grave lesión en la cabeza, en parte, según afirman él y su familia, porque pidieron al Padre Emil Kapaun que intercediera por ellos. Kear, miembro del equipo de atletismo del Hutchinson Community College , se cayó de cabeza durante una práctica de salto con pértiga en octubre de 2008, pero, se dice, se curó milagrosamente a pesar de estar cerca de la muerte. El reverendo John Hotze, vicario judicial de la diócesis de Wichita y capacitado en derecho canónico, ayudó a investigar el caso de Kear.
El 26 de junio de 2009, Andrea Ambrosi, el postulador romano de la causa de canonización de Kapaun, llegó a Wichita para entrevistar a los médicos sobre este supuesto acontecimiento milagroso.

#### 2011
El 7 de mayo de 2011, Nick Dellasega se desplomó en una carrera Get Busy Living 5K en Pittsburg, Kansas. Dellasega sobrevivió, a pesar de que aparentemente había muerto en el lugar. Su amigo de la infancia y técnico en emergencias médicas, Micah Ehling, es citado por The Wichita Eagle diciendo: «Sé cómo se ve una cara cuando el alma abandona el cuerpo. Y así es como se veía Nick». Algunos transeúntes atribuyen la supervivencia de Dellasega a la devoción de su primo, Jonah Dellasega, quien cayó de rodillas en el lugar y rezó por la intercesión de Kapaun. En una extraña coincidencia no reportada por The Eagle, Dylan Meier, en cuya memoria se estaba llevando a cabo la carrera de 5 km, estaba programado para enseñar inglés en Corea en el momento de su muerte.
The Eagle informó: «Las coincidencias son lo suficientemente extrañas y la oración lo suficientemente notable como para que un investigador de la Iglesia Católica haya informado la historia de Nick al Vaticano, que casualmente tiene un representante en Wichita nuevamente, evaluando al padre Emil Kapaun para la santidad».

## Premios y condecoraciones
|                           | Medalla de Honor                                                          |
|                           | Legión al Mérito                                                          |
|                           | Estrella de Bronce (con dispositivo en "V")                               |
|                           | Corazón Púrpura                                                           |
|                           | Medalla de Prisionero de Guerra                                           |
|                           | Medalla de la Campaña Americana                                           |
| Bronze star               | Medalla de la Campaña Asia-Pacífico (con 1 estrella de bronce de campaña) |
|                           | Medalla de Victoria de la Segunda Guerra Mundial                          |
|                           | Medalla del Ejército de Ocupación (con broche de Japón)                   |
|                           | Medalla de Servicio en la Defensa Nacional                                |
| Bronze star · Bronze star | Medalla de Servicio Coreano (con 2 estrellas de bronce de campaña)        |
|                           | Orden del Mérito Militar de la República de Corea                         |
|                           | Mención de Unidad Presidencial de Corea del Sur                           |
|                           | Medalla de Servicio de las Naciones Unidas en Corea                       |
|                           | Medalla de Servicio en la Guerra de Corea                                 |